# Окорш
Окорш (болг. Окорш) — село в Болгарии. Находится в Силистренской области, входит в общину Дулово. Население составляет 1 611 человек.

## Политическая ситуация
В местном кметстве Окорш, в состав которого входит Окорш, должность кмета (старосты) исполняет Стефан Василев Славов (независимый) по результатам выборов правления кметства.
Кмет (мэр) общины Дулово — Митхат Мехмед Табаков (Движение за права и свободы (ДПС)) по результатам выборов в правление общины.